# Comté de Bennett
Pour les articles homonymes, voir Bennett.
Le comté de Bennett est un comté situé dans l'État du Dakota du Sud, aux États-Unis. En 2010, sa population est de 3 431 habitants. Son siège est Martin.

## Histoire
Le comté est créé en 1909. Selon les versions, il est nommé en l'honneur du juge à la Cour suprême de l'État John E. Bennett, ou de Granville G. Bennett, autre juge de l'institution, ou des deux.

## Villes du comté
- Cities :
  - Martin

- Census-designated places :
  - Allen

## Démographie
Selon l'American Community Survey, en 2010, 78,77 % de la population âgée de plus de 5 ans déclare parler l'anglais à la maison, 19,87 % déclare parler dakota, 0,88 % l'espagnol et 0,49 % une autre langue.
| 1910 | 1920  | 1930  | 1940  | 1950  | 1960  |
| ---- | ----- | ----- | ----- | ----- | ----- |
| 96   | 1 924 | 4 590 | 3 983 | 3 396 | 3 053 |

| 1970  | 1980  | 1990  | 2000  | 2010  | - |
| ----- | ----- | ----- | ----- | ----- | - |
| 3 088 | 3 044 | 3 206 | 3 574 | 3 431 | - |